# Corvara (Abruzja)
Corvara – miejscowość i gmina we Włoszech, w regionie Abruzja, w prowincji Pescara.
Według danych na rok 2004 gminę zamieszkiwało 289 osób, 22,2 os./km².